# Амантини
Амантини (грч. Αμαντες) је назив једног илирског племена из Паноније, које се снажно опирало Римљанима, али су након њиховог пораза продати као робови. Амантини су били у блиским родбинским односима са Сирмионима, али је племе вероватно било насељено у јужним областима провинције, с обзиром на постојање града по имену Амантија. То би могло значити да су Амантини илирско племе које се одселило према југу.